# Arthrobacter
Arthrobacter ist eine Gattung aerober Bakterien mit hohem GC-Gehalt.

## Merkmale
Arthrobacter ist eine Gattung im Boden lebender aerober Bakterien mit hohem GC-Gehalt. Die Arten zeigen eine ausgeprägte Resistenz gegen Austrocknung und Nahrungsmangel. Des Weiteren kommen sie in Umgebungen mit niedrigen Temperaturen vor. So wurden sie häufig aus alpinen Permafrostböden isoliert.
Sie sind grampositiv und zeichnen sich durch einen komplexen Lebenszyklus aus, bei dem sie sich von einer Kokkenform zu Stäbchen entwickeln. Nach der Teilung bleiben die Zellen oft miteinander verbunden, sie erscheinen unter dem Mikroskop V-förmig. Dies ist auf die so genannte Postfissions-Snapping-Bewegung oder einfach Snapping Division zurückzuführen. Die Zellform ist coryneform, die Zellen sind keulenförmig.
Arthrobacter ist aerob, benötigt also Sauerstoff. Der Stoffwechsel beruht auf der Atmung mit Sauerstoff als terminalen
Elektronenakzeptor.
Die Arten besitzen die Fähigkeit, Phenole, Herbizide und andere organische Verbindungen (wie Nicotin oder Koffein) abzubauen, und spielen daher eine wesentliche Rolle bei der Entgiftung von Böden. Viele Arten sind kälteliebend (psychrophil). Bei einigen Stämmen wurden nach außen abgegebene (extracellulare) Substanzen isoliert, die als Antibiotika in Frage kommen.

## Systematik
Die Gattung  Arthrobacter in der Familie Micrococcaceae zählt zu der Ordnung Micrococcales in der Klasse Actinobacteria. Die Systematik der Actinobacteria (siehe dort) hat sich in den letzten Jahren geändert, so dass Arthrobacter nun nicht mehr zur Ordnung Actinomycetales gehört (Stand 2018).
Zu der Gattung Arthrobacter werden etwa 40 Arten gestellt (Stand 2018), Arthrobacter globiformis ist die Typusart.
Einige Beispiele:
- Arthrobacter agilis (Ali-Cohen 1889) Koch et al. 1995, comb. nov.
- Arthrobacter alkaliphilus Ding et al. 2009, sp. nov.
- Arthrobacter bussei Flegler et al. 2020, sp. nov.
- Arthrobacter castelli Heyrman et al. 2009, sp. nov.
- Arthrobacter citreus Sacks 1954
- Arthrobacter flavus Reddy et al. 2000, sp. nov.
- Arthrobacter globiformis (Conn 1928) Conn & Dimmick 1947
- Arthrobacter halodurans Chen et al. 2012, sp. nov.
- Arthrobacter oryzae Kageyama et al. 2008, sp. nov.
- Arthrobacter pigmenti Heyrman et al. 2005, sp. nov.
- Arthrobacter ramosus Jensen 1960
- Arthrobacter stackebrandtii Tvrzová et al. 2005, sp. nov.
- Arthrobacter subterraneus Chang et al. 2008, sp. nov.
- Arthrobacter woluwensis Funke et al. 1997, sp. nov.

2016 wurde die Gattung Arthrobacter im Hinblick auf chemotaxonomische und phylogenetische Merkmale überprüft. Als Ergebnis wurden mehr als 30 Arten in andere, neu beschriebene Gattungen überführt, die als Glutamicibacter, Paeniglutamicibacter, Pseudoglutamicibacter, Paenarthrobacter und Pseudarthrobacter bezeichnet wurden. Auch zuvor gab es bereits bei einzelnen Arten die Erkenntnis, dass sie nicht genügend gemeinsame Merkmale mit den Vertretern der Gattung Arthrobacter aufweisen und daher zu einer anderen Gattung gestellt wurden. Bei den Gattungen handelt es sich um Corynebacterium, Haematomicrobium, Microbacterium, Pimelobacter, Rhizobium, Rubrobacter, Sinomonas, Terrabacter und Tetrasphaera.
Beispiele für Bakterien-Arten, die früher zur Gattung Arthrobacter gezählt wurden, sind (der Pfeil verweist auf die aktuelle Bezeichnung): Arthrobacter albus → Pseudoglutamicibacter albus, Arthrobacter antarcticus → Paeniglutamicibacter antarcticus, Arthrobacter atrocyaneus → Sinomonas atrocyanea, Arthrobacter aurescens → Paenarthrobacter aurescens, Arthrobacter chlorophenolicus → Pseudarthrobacter chlorophenolicus, Arthrobacter duodecadis → Tetrasphaera duodecadis, Arthrobacter nicotianae → Glutamicibacter nicotianae, Arthrobacter nicotinovorans → Paenarthrobacter nicotinovorans, Arthrobacter radiotolerans → Rubrobacter radiotolerans, Arthrobacter sanguinis → Haematomicrobium sanguinis, Arthrobacter simplex → Pimelobacter simplex, Arthrobacter terregens → Microbacterium terregens, Arthrobacter tumescens → Terrabacter tumescens, Arthrobacter variabilis → Corynebacterium variabile, Arthrobacter viscosus → Rhizobium viscosum.